# Arouna Koné
Arouna Koné (Ányama, 11 de novembro de 1983) é um futebolista marfinense que atua como atacante. 

## Carreira
Koné integrou o elenco da Seleção Marfinense de Futebol, na Copa do Mundo de 2006.
Desde as cores azuis da cidade de Liverpool, o Everton, até o ano de 2017. Em 2017 após um amistoso contra o Liverpool, ele sofreu alguns dribles desconcertantes de J. Ibe e se transferiu para a equipe turca Sivasspor.

## Títulos
PSV
- Eredivisie: 2005-06, 2012-13

Wigan
- Copa da Inglaterra: 2012-13